# Плаффаєн
Плаффаєн (нім. Plaffeien) — громада  в Швейцарії в кантоні Фрібур, округ Зензе.

## Географія
Громада розташована на відстані близько 26 км на південний захід від Берна, 13 км на південний схід від Фрібура.
Плаффаєн має площу 66,5 км², з яких на 3,5% дозволяється будівництво (житлове та будівництво доріг), 49,4% використовуються в сільськогосподарських цілях, 37,3% зайнято лісами, 9,9% не є продуктивними (річки, льодовики або гори).

## Демографія
2019 року в громаді мешкало 3621 особа (+4,4% порівняно з 2010 роком), іноземців було 8,2%. Густота населення становила 54 осіб/км².
За віковим діапазоном населення розподілялося таким чином: 18,5% — особи молодші 20 років, 60,6% — особи у віці 20—64 років, 20,9% — особи у віці 65 років та старші. Було 1616 помешкань (у середньому 2,2 особи в помешканні).
Із загальної кількості 1610 працюючих 155 було зайнятих в первинному секторі, 511 — в обробній промисловості, 944 — в галузі послуг.